# Poirot a Styles Court
Poirot a Styles Court (titolo originale The Mysterious Affair At Styles, tradotto in Italia anche col titolo Poirot e il mistero di Styles Court) è il primo romanzo poliziesco di Agatha Christie, scritto nel 1916 durante la Prima Guerra Mondiale, quando la futura scrittrice prestava la sua opera come infermiera. 
Nel romanzo fa la sua prima apparizione il celebre personaggio Hercule Poirot, un ex funzionario della polizia belga ormai ritiratosi dall'attività e rifugiato in Inghilterra a causa dell'invasione tedesca del Paese durante la Grande Guerra. Egli sta soggiornando vicino alla casa di Emily Inglethorp, che lo aiuta ad inserirsi nell'ambiente. Il suo amico, Arthur Hastings, arriva nella casa come ospite. Quando la donna viene uccisa, Poirot usa le sue doti investigative per risolvere il mistero del delitto.
Prima dell'edizione in volume, il libro uscì serializzato su The Times, settimanalmente, con le mappe della casa e altre illustrazioni.

## Genesi dell'opera e pubblicazione
Poirot a Styles Court nasce per una fortunata scommessa, essendo stata l'autrice sfidata dalla sorella maggiore a scrivere un romanzo del genere mistery che fosse pubblicabile. 
Agatha Christie terminò la stesura del romanzo - redatto per la maggior parte a Dartmoor - nel 1916, ma lo inviò senza successo a Hodder and Stoughton e Methuen; dopo aver tenuto per mesi il manoscritto, l'editore londinese John Lane, cofondatore della casa editrice Bodley Head, decise finalmente di pubblicare il libro, a patto che fossero apportate lievi modifiche al capitolo 12. Le condizioni imposte da Lane erano però quasi da contratto-capestro: soltanto 25 sterline di anticipo e l'esclusione dagli utili prima della vendita delle 2000 copie. Il romanzo comunque ebbe un buon successo di pubblico quando John Lane lo stampò negli USA nell'ottobre 1920, per pubblicarlo il 21 gennaio 1921 in Gran Bretagna per i tipi della sua The Bodley Head.

## Trama
La storia è ambientata in Inghilterra durante la Prima Guerra Mondiale, a Styles Court, un maniero nella campagna dell'Essex (ambientazione anche di Sipario, l'ultimo caso di Poirot). La casa in cui Agatha Christie viveva con il primo marito, il colonnello Archibald Christie, si chiamava Styles.
Il capitano Arthur Hastings è in soggiorno a Styles Court, dietro invito del suo amico John Cavendish. Una notte, gli abitanti di Styles trovano la proprietaria della villa, nonché matrigna di John, Emily Inglethorp, moribonda a causa di un avvelenamento da stricnina, nella sua camera da letto, chiusa a chiave dall'interno. Hastings pensa di rivolgersi al suo amico Hercule Poirot, rifugiatosi con alcuni connazionali in Inghilterra per sfuggire alla guerra, e residente nel villaggio vicino, Style St. Mary.
Il celebre investigatore comincia ad indagare e ricostruisce gli avvenimenti che hanno portato alla morte della signora. Il giorno in cui è stata uccisa, Emily Inglethorp è stata sentita litigare con qualcuno, probabilmente il marito, Alfred, o il suo figliastro, John. Più tardi, la donna è apparsa nervosa e, apparentemente, ha compilato un nuovo testamento, che nessuno è però riuscito a trovare. Ha mangiato poco a cena e si è ritirata presto nella propria camera, con una valigetta che conteneva delle carte importanti e che è stata forzata più tardi da qualcuno che ha rubato un documento. Alfred Inglethorp ha lasciato Styles presto la sera ed ha pernottato nel villaggio vicino, quindi non era presente al momento dell'avvelenamento. Nessuno riesce a spiegarsi come e quando sia stata somministrata la stricnina.
All'inizio, il primo sospettato è proprio Alfred, dato che è quello che ha tratto maggior beneficio dalla morte di Emily e, visto che è molto più giovane della donna, la famiglia Cavendish l'ha sempre considerato un arrampicatore sociale, ed Evelyn Howard, la dama di compagnia di Emily, sembra odiarlo più di tutti. Il suo comportamento, poi, è sospetto: ha acquistato al villaggio una dose di stricnina prima che Emily fosse avvelenata e, sebbene neghi di averlo fatto, rifiuta di produrre un alibi. La polizia sta per arrestarlo, ma Poirot interviene dimostrando che Inglethorp non poteva ottenere il veleno.
La polizia di Scotland Yard allora arresta il figliastro più vecchio di Emily Inglethorp, John Cavendish. Le prove contro di lui sono schiaccianti: la firma per l'acquisto della stricnina è di sua mano, nella sua stanza viene ritrovata una fiala contenente il veleno, e inoltre all'interno di Styles vengono ritrovati una barba e un pince-nez identici a quelli di Alfred.
Alla fine del romanzo Poirot dimostra l'innocenza di John Cavendish e la colpevolezza di Alfred Inglethorp, che ha organizzato il tutto con l'aiuto di Evelyn Howard, sua cugina nonché amante, quindi solo in apparenza la sua nemica giurata. La coppia ha avvelenato Emily aggiungendo un agente precipitante, il bromuro, al tonico che l'anziana prendeva tutte le sere, in modo che i componenti innocui della stricnina, che erano già presenti nel farmaco, si depositassero sul fondo della bottiglietta; così, l'ultima dose della medicina sarebbe stata letale, in quanto contenente tutta la stricnina dell'intera confezione.
Il piano prevedeva che Alfred fosse incriminato con delle false prove, che potevano essere facilmente confutate in tribunale. Una volta assolto, grazie al principio del Ne bis in idem, non avrebbe potuto essere processato per lo stesso reato una seconda volta, anche se fossero state trovate delle vere prove contro di lui. Alfred aveva forzato la valigetta di Emily per recuperare una lettera che indicava le intenzioni dell'uomo verso la moglie e che la donna aveva trovato.

## Temi narrativi

### Tema legale
Il principio per cui non sia possibile processare due volte una persona per lo stesso reato (Ne bis in idem o double jeopardy in inglese) è valido nella maggior parte degli ordinamenti giudiziari, incluso quello anglosassone, dove è stato parzialmente abolito nel 2003. Secondo Julian Symons, all'epoca in cui la Christie scrisse il libro non si erano ancora verificati in Gran Bretagna casi in cui il principio fosse stato deliberatamente utilizzato come escamotage per evitare una condanna.
Tuttavia, nel 1931, un elettricista di nome Frederick Field tentò di scampare alla giustizia adottando proprio questo sistema. Field negò di aver assassinato una prostituta, Norah Upchurch, ma dopo due anni si costituì e fu processato; tuttavia al processo ritrattò, e siccome non esistevano prove della sua colpevolezza oltre alla sua confessione, Field fu assolto, e iniziò a vantarsi pubblicamente di aver ucciso effettivamente la Upchurch ma di non doverne scontare alcuna conseguenza, visto che non poteva essere nuovamente processato per quel reato. Dopo altri due anni, Field uccise un'altra prostituta e tentò nuovamente la via dell'escamotage giudiziario, ma stavolta la polizia, che lo teneva d'occhio, raccolse prove schiaccianti, e l'elettricista fu condannato all'impiccagione.
Il medesimo tema di stampo legale è alla base di numerose opere, come:
- Colpevole d'innocenza (Double Jeopardy), con Ashley Judd, in cui la protagonista viene ingiustamente condannata per l'omicidio del marito e, siccome questo non è morto, lo cerca per vendicarsi, dal momento che non potrà essere condannata nuovamente.
- Presunto innocente (Presumed Innocent), con Harrison Ford, in cui il protagonista viene accusato ingiustamente ma alla fine è assolto; quindi individua il vero colpevole ma si confronta con l'impossibilità pratica di istituire un nuovo processo.

### Tema biochimico
L'idea di concentrare tutto il principio attivo di un medicinale in un'unica somministrazione oltre che ingegnosa è anche verosimile. Alcuni anni dopo la pubblicazione del romanzo, un atto criminoso venne realizzato proprio con questo sistema.

## Personaggi
- Hercule Poirot: rifugiato belga e investigatore
- Arthur Hastings: amico di Poirot, ospite di Styles Court e voce narrante
- Emily Inglethorp: anziana proprietaria della villa
- Alfred Inglethorp: nuovo marito della defunta
- Evelyn Howard: governante e cugina di Alfred Inglethorp
- Cynthia Murdoch: dolce ragazza, ospite fissa a Styles Court
- John Cavendish: figliastro della defunta
- Mary Cavendish: moglie di John
- Lawrence Cavendish: fratello minore di John
- Dottor Bauerstein: celebre tossicologo e amico di Mary
- Dorcas: cameriera
- Annie: altra cameriera
- Albert Mace: farmacista
- James Japp: ispettore di Scotland Yard
- Sovrintendente Summerhaye: sovrintendente di Scotland Yard

## Trasposizioni
- Poirot a Styles Court (1990)[4], episodio della serie televisiva Poirot, diretto da Ross Devenish, con David Suchet

## Edizioni italiane
- Morte misteriosa a Styles Court, traduzione di Maria Napolitano, Giuseppe Carabba Editore, Lanciano, 1933.
- Poirot a Styles Court, traduzione di Diana Fonticoli, Collana I Classici del Giallo Mondadori n.195. Serie Oro, Milano, Arnoldo Mondadori Editore, 16 luglio 1974. - Collana I Classici del Giallo Mondadori n.521, 1987; prefazione e postfazione di Julian Symons, Collana Oscar del giallo n.8, Mondadori, 1975; Collana Oscar Mondadori n.1014, agosto 1979; Collana Oscar Narrativa n.1499, Mondadori, 1996; Collana Il Giallo Mondadori n.2739, 2001.
- Poirot e il mistero di Styles Court, traduzione di Bruno Armando, Collana Il Giallo Economico Classico, Roma, Newton Compton Editori, aprile 1993. - Collana Biblioteca Economica Newton Classici n.201, 2008; Collana Grandi Tascabili Economici n.641, 2010.
- Poirot a Styles Court, traduzione di Diana Fonticoli, con il testo originale del capitolo 12 rifiutato all'epoca dal primo editore, Introduzione di John Curran, Collana Oscar Moderni Cult, Milano, Mondadori, 16 giugno 2020, ISBN 978-88-047-2896-2.